# Sanogasta rufithorax
Sanogasta rufithorax är en spindelart som först beskrevs av Albert Tullgren 1902.  Sanogasta rufithorax ingår i släktet Sanogasta och familjen spökspindlar. Inga underarter finns listade i Catalogue of Life.